# Nesotanais ryukyuensis
Nesotanais ryukyuensis is een naaldkreeftjessoort uit de familie van de Nototanaidae. De wetenschappelijke naam van de soort is voor het eerst geldig gepubliceerd in 2010 door Kakui, Kajihara & Mawatari.